# Saudi Makamin
Saudi Makamin ist eine saudi-arabische Dienstleistungsgesellschaft im Bereich Exploration und Förderung von Erdöl und Erdgas.
Saudi Makamin wurde – nach Vorankündigung im Oktober 2007 – im Mai 2008 mit 200 Mitarbeitern und einem Kapital von 1,2 Mrd. SAR gegründet. Die Aktionäre sind Privatinvestoren aus dem Umfeld des Golf-Kooperationsrats.
Im Oktober 2009 sind die Formalitäten zur Eröffnung eines Büros in Bahrain abgeschlossen. Saudi Makamin will hiermit die Tätigkeiten sowohl im Mittleren Osten als auch in Nordafrika erweitern.

## Dienstleistungen
- Bohrarbeiten
- Dienstleistungen zu Ölquelle und Unterhalt
- Dienstleistungen zu Pipeline
- Produktionstechnologie
- Industrielle Inspektion
- Geowissenschaftliches Zentrum
- Sondierungstechnologie